# Werner Kohlmeyer
Werner Kohlmeyer (19. duben 1924, Kaiserslautern – 26. březen 1974, Mainz-Mombach) byl německý fotbalista, který reprezentoval Německou spolkovou republiku. Nastupoval především na postu obránce.
S německou reprezentací se stal mistrem světa roku 1954, na vítězném šampionátu odehrál pět utkání ze šesti. V národním týmu působil v letech 1951–1955, za tu dobu v něm odehrál 22 utkání.
V letech 1941–1957 působil v klubu 1. FC Kaiserslautern. Dvakrát s ním vyhrál německé mistrovství (1951, 1953).
Proslul zastavováním míčů na brankové čáře, poté co již byl překonán brankář. Na šampionátu 1954 takto zabránil gólu Jugoslávie ve čtvrtfinále i Maďarska ve finále, když zastavil střelu Zoltána Czibora.
Po skončení hráčské kariéry zápolil s osobními problémy, alkoholismem a chudobou.